# Râul Valea Botei Mari
Râul Valea Botei Mari este un afluent al Pârâului de Câmpie din județul Mureș

## Hărți
- Harta județului Mureș